# Coppa Italia 1999-2000 (pallavolo femminile)
La Coppa Italia di pallavolo femminile 1999-2000 è stata la 22ª edizione della coppa nazionale d'Italia e si è svolta dal 25 novembre 1999 al 20 febbraio 2000. Alla competizione hanno partecipato 12 squadre e la vittoria finale è andata per la prima volta alla Virtus Reggio Calabria.

## Squadre partecipanti
| - Bergamo - Busto Arsizio - Romanelli - Centro Ester - Matera - Modena | - Palermo - Sirio Perugia - Olimpia Ravenna - Virtus Reggio Calabria - Reggio Emilia - Vicenza |

## Torneo

### Tabellone
|  | Playoff                | Playoff       |               |                        | Quarti di finale | Quarti di finale       |   |                 | Semifinali      | Semifinali |  |  | Finale | Finale |
|  |                        |               |               |                        |                  |                        |   |                 |                 |            |  |  |        |        |
|  |                        |               |               |                        |                  |                        |   |                 |                 |            |  |  |        |        |
|  |                        |               |               |                        |                  |                        |   |                 |                 |            |  |  |        |        |
|  | Sirio Perugia          | 3 - 2         |               |                        |                  |                        |   |                 |                 |            |  |  |        |        |
|  | Sirio Perugia          | 3 - 2         | Busto Arsizio | 2 - 0                  |                  |                        |   |                 |                 |            |  |  |        |        |
|  |                        | Centro Ester  | Busto Arsizio | 2 - 0                  | 2 - 3            |                        |   |                 |                 |            |  |  |        |        |
|  | Centro Ester           | Centro Ester  | 3 - 3         |                        | 2 - 3            | Sirio Perugia          | 1 |                 |                 |            |  |  |        |        |
|  | Centro Ester           |               | 3 - 3         |                        |                  | Sirio Perugia          | 1 |                 |                 |            |  |  |        |        |
|  |                        |               |               | Virtus Reggio Calabria | 3                |                        |   |                 |                 |            |  |  |        |        |
|  | Virtus Reggio Calabria | 3 - 3         |               | Virtus Reggio Calabria | 3                |                        |   |                 |                 |            |  |  |        |        |
|  | Virtus Reggio Calabria | 3 - 3         | Matera        | 3 - 3                  |                  |                        |   |                 |                 |            |  |  |        |        |
|  |                        | Matera        | Matera        | 3 - 3                  | 2 - 0            |                        |   |                 |                 |            |  |  |        |        |
|  | Olimpia Ravenna        | Matera        | 1 - 0         |                        | 2 - 0            | Virtus Reggio Calabria | 3 |                 |                 |            |  |  |        |        |
|  | Olimpia Ravenna        |               | 1 - 0         |                        |                  | Virtus Reggio Calabria | 3 |                 |                 |            |  |  |        |        |
|  |                        |               |               | Modena                 | 0                |                        |   |                 |                 |            |  |  |        |        |
|  | Modena                 | 3 - 3         |               | Modena                 | 0                |                        |   |                 |                 |            |  |  |        |        |
|  | Modena                 | 3 - 3         | Romanelli     | 0 - 0                  |                  |                        |   |                 |                 |            |  |  |        |        |
|  |                        | Vicenza       | Romanelli     | 0 - 0                  | 2 - 2            |                        |   |                 |                 |            |  |  |        |        |
|  | Vicenza                | Vicenza       | 3 - 3         |                        | 2 - 2            | Modena                 | 3 | Finale 3º posto | Finale 3º posto |            |  |  |        |        |
|  | Vicenza                |               | 3 - 3         |                        |                  | Modena                 | 3 | Finale 3º posto | Finale 3º posto |            |  |  |        |        |
|  |                        |               |               | Reggio Emilia          | 0                |                        |   |                 |                 |            |  |  |        |        |
|  | Bergamo                | 0 - 3         |               | Reggio Emilia          | 0                |                        |   |                 |                 |            |  |  |        |        |
|  | Bergamo                | 0 - 3         | Palermo       | 3 - 0                  |                  |                        | - | -               |                 |            |  |  |        |        |
|  |                        | Reggio Emilia | Palermo       | 3 - 0                  | 3 - 1            |                        | - | -               |                 |            |  |  |        |        |
|  | Reggio Emilia          | Reggio Emilia | 0 - 3         |                        | 3 - 1            | -                      | - |                 |                 |            |  |  |        |        |
|  | Reggio Emilia          |               | 0 - 3         |                        |                  | -                      | - |                 |                 |            |  |  |        |        |

### Risultati

#### Ottavi di finale

##### Andata
| 13 ottobre 1999 - ore 20:30 PalaSassi, Matera               | Matera        | 3 - 1 | Olimpia Ravenna | 25-21, 23-25, 25-19, 25-16        |
| 13 ottobre 1999 - ore 20:30 PalaYamamay, Busto Arsizio      | Busto Arsizio | 2 - 3 | Centro Ester    | 25-20, 13-25, 25-23, 24-26, 13-15 |
| 13 ottobre 1999 - ore 20:30 PalaUditore, Palermo            | Palermo       | 3 - 0 | Reggio Emilia   | 25-22, 25-18, 25-23               |
| 13 ottobre 1999 - ore 20:30 Palazzetto dello Sport, Firenze | Romanelli     | 0 - 3 | Vicenza         | 12-25, 17-25, 23-25               |

##### Ritorno
| 20 ottobre 1999 - ore 20:30 PalaDeAndrè, Ravenna                | Olimpia Ravenna | 0 - 3 | Matera        | 23-25, 22-25, 21-25 |
| 20 ottobre 1999 - ore 20:30 Palazzetto dello Sport, Napoli      | Centro Ester    | 3 - 0 | Busto Arsizio | 25-23, 25-21, 25-14 |
| 20 ottobre 1999 - ore 20:30 PalaBigi, Reggio Emilia             | Reggio Emilia   | 3 - 0 | Palermo       | 25-17, 25-16, 25-21 |
| 20 ottobre 1999 - ore 20:30 Palasport Città di Vicenza, Vicenza | Vicenza         | 3 - 0 | Romanelli     | 25-19, 25-23, 25-19 |

#### Quarti di finale

##### Andata
| 25 novembre 1999 - ore 20:30 PalaSassi, Matera                   | Matera        | 2 - 3 | Virtus Reggio Calabria | 18-25, 25-23, 21-25, 25-22, 16-18 |
| 25 novembre 1999 - ore 20:30 Palazzetto dello Sport, Napoli      | Centro Ester  | 2 - 3 | Sirio Perugia          | 25-21, 18-25, 25-27, 25-21, 10-15 |
| 25 novembre 1999 - ore 20:30 PalaBigi, Reggio Emilia             | Reggio Emilia | 3 - 0 | Bergamo                | 25-21, 25-19, 26-24               |
| 25 novembre 1999 - ore 20:30 Palasport Città di Vicenza, Vicenza | Vicenza       | 2 - 3 | Modena                 | 25-21, 26-24, 22-25, 19-25, 11-15 |

##### Ritorno
| 1º dicembre 1999 - ore 20:30 PalaPentimele, Reggio Calabria | Virtus Reggio Calabria | 3 - 0 | Matera        | 28-26, 25-22, 27-17               |
| 1º dicembre 1999 - ore 20:30 PalaEvangelisti, Perugia       | Sirio Perugia          | 2 - 3 | Centro Ester  | 19-25, 25-19, 22-25, 25-19, 13-15 |
| 1º dicembre 1999 - ore 20:30 PalaNorda, Bergamo             | Bergamo                | 3 - 1 | Reggio Emilia | 27-25, 25-16, 23-25, 25-13        |
| 1º dicembre 1999 - ore 20:30 PalaPanini, Modena             | Modena                 | 3 - 2 | Vicenza       | 22-25, 23-25, 25-23, 25-21, 16-14 |

#### Semifinali
| 19 febbraio 2000 - ore 17:30 PalaEvangelisti, Perugia | Sirio Perugia | 1 - 3 | Virtus Reggio Calabria | 21-25, 26-24, 25-20, 19-25 |
| 19 febbraio 2000 - ore 20:30 PalaEvangelisti, Perugia | Modena        | 3 - 0 | Reggio Emilia          | 25-13, 25-12, 25-20        |

#### Finale
| 20 febbraio 2000 - ore 17:30 PalaEvangelisti, Perugia | Virtus Reggio Calabria | 3 - 0 | Modena | 25-14, 25-20, 25-23 |